# Chris Coleman (fotbalist)
Christopher Patrick Coleman, OBE (n. 10 iunie 1970, Swansea, Țara Galilor, Regatul Unit) este un manager de fotbal și fost fotbalist profesionist galez care este actualul manager al naționalei Țării Galilor.
Ca jucător, Coleman de obicei juca în apărare, în timp ce, ocazional apărea ca atacant. A fost de 32 ori internațional cu Țara Galilor. Cariera lui Coleman sa încheiat la vârsta de 32 de ani, când piciorul lui a fost spart într-un accident de mașină. După aceasta, și-a început cariera de antrenor.
În primul său sezon complet ca manager a lui Fulham, Coleman a condus clubul pe locul nouă în Premier League în sezonul 2003-2004. După ce a părăsit Fulham, Coleman a fost numit antrenor al Real Sociedad, unde a demisionat în ianuarie 2008 din cauza diferențelor cu președintele care a intrat. Sa întors în Anglia pentru a conduce Coventry City, dar a fost demis în mai 2010, în urma unor rezultate slabe. Coleman a reușit apoi să conducă AEL pentru prima jumătate a sezonului 2011-12, înainte de demisia din cauza unor probleme financiare la club. În 2012, a preluat funcția de selecționer a naționalei Tării Galilor după moartea lui Gary Speed și a condus Țara Galilor la UEFA Euro 2016, primul lor turneu major de la Cupa Mondială de la FIFA din 1958, unde au ajuns în semifinale.